# 존 데릭
존 데릭(John Derek/ˈdɛrək/, 1926년 8월 12일 ~ 1998년 5월 22일)은 미국의 배우, 감독, 사진가였다. 《어느 문이든 두드려라》, 《모든 왕의 신하》, 《셔우드 숲의 의적》 등에 출연했다. 제 사취 보 데렉이 영화 길을 걷도록 독려한 것이 또 유명했다.